# NGC 2379
NGC 2379 è una galassia lenticolare situata nella costellazione dei Gemelli, a una distanza di circa 201 milioni di anni luce dalla nostra Via Lattea.

## Scoperta
La galassia è stata scoperta il 6 marzo 1828 dall'astronomo britannico John Herschel.

## Descrizione
Secondo il database SIMBAD, le designazioni NGC 2378 e NGC 2379 identificano la stessa galassia, catalogata come PGC 21036.

## Supernova
Il 14 novembre 2010, all'interno di NGC 2379 è stata scoperta la supernova SN 2010jv da S. B. Cenko, W. Li e A. V. Filippenko nel corso del programma LOSS (Lick Observatory Supernova Search) dell'Osservatorio Lick. La supernova è stata classificata di tipo Ia.